# Entelequia
Entelequia ou enteléquia  (do grego ἐντελέχεια, transl. entelékheia, de en, 'dentro' + telos, 'finalidade': entelos, 'finalidade interior' + echein,‘ter’; pelo latim entelechīa-), na filosofia aristotélica, é a realização plena e completa de uma tendência, potencialidade ou finalidade natural, concluindo um processo transformativo de todo e qualquer ser animado ou inanimado do universo. É o ser em ato, isto é, plenamente realizado, em oposição ao ser em potência.
Aristóteles fala de 'entelequia' em contraposição à teoria platônica das ideias e defende que todo ente se desenvolve a partir de uma  causa final interna a ele — e não, como afirmava Platão, por razões ideais externas. Entelequia seria portanto a tensão de um organismo para se realizar segundo leis próprias, passando da potência ao ato.
A palavra foi também usada por Leibniz para designar as substâncias simples, as mónades criadas. 